# Pieve di Sant'Ippolito a Martura
La pieve di Sant'Ippolito a Martura era un edificio religioso situato nel territorio comunale di Cinigiano. La sua esatta ubicazione era in località Santa Marta, presso il Castello di Colle Massari, rispetto al quale si trovava poco a ovest.

## Storia e descrizione
Di origini medievali, la pieve è citata per la prima volta in un documento datato 1188 e, nel corso del XIII secolo, divenne oggetto di contesa tra la diocesi di Grosseto e il monastero di Sant'Ambrogio a Montecelso presso Siena: il conflitto tra le due istituzioni religiose fu risolto con la concessione della piena autonomia alla pieve, che ebbe in seguito come suffraganee la pieve di San Martino a Vico e la chiesa di Santa Maria a Vico, situate nei pressi del Castello di Vicarello.
Sul finire del XIII secolo il luogo di culto venne dedicato a Santa Maria, per poi cambiare nuovamente la propria denominazione durante le epoche successive quando fu intitolata a Santa Marta: quest'ultima denominazione divenne il toponimo della località in cui sorgeva la chiesa. L'edificio religioso rimase in funzione fino al Cinquecento, epoca in cui fu decisa la costruzione della cappella di Santa Marta presso il castello di Colle Massari, che da allora sostituì la più antica pieve da cui prese anche la denominazione per ricordarne la passata esistenza.
Dell'antica pieve di Sant'Ippolito a Martura sono state perse completamente le tracce, pur potendo risalire alla sua esatta ubicazione osservando le mappe topografiche della zona di varie epoche. L'ultima documentazione sull'esistenza dell'edificio religioso, peraltro oramai già in rovina, risale all'inizio del Settecento.